# Arcón de Pella
Arcón de Pella (en griego antiguo, Ἄρχων) fue un sátrapa de Babilonia elegido para el cargo después de la muerte de Alejandro Magno (323 a. C.), probablemente se trate de la misma persona que el hijo de Cleinias mencionado en la expedición de Alejandro a la India. Como se puede comprobar en una inscripción de Delfos, Arcón había formado parte tanto de los Juegos Ístmicos como de los píticos de c. 333-332 a. C., donde ganó en las carreras de caballos.